# Візантійська кухня
Візантійська кухня (грец. βυζαντινή κουζίνα) — кухня часів існування Візантійської імперії. Сформувалася під впливом давньогрецької, давньоримської, частково малоазійської та кавказької кухонь. В свою чергу справила вплив на сучасну грецьку кухню та кухню Османської імперії.

## Характеристика
Основу кухні візантійців (ромеїв) складали головним чином рослинні продукти. Оскільки велику роль в житті відігравало християнство, то населення дотримувалися постів, а відповідно рослинна їжа набувало значної ваги. Теплий клімат дозволяв збирати врожаї майже цілий рік, тому не бракувало овочів, фруктів і трав. Широко застосовувалися капуста, сочевиця, шпинат, горох, нут, часник, артишоки, цибуля, бамія, лаврове листя, кріп, дика м'ята, чебрець, латук, спаржа, гесперіс, гриби.
Складовою практично усіх страв була оливкова олія. У їжу вживали декількома способами: поливали салати, додавали в більш складні страви, на ній смажили або просто вмочували в нього шматочки свіжого хліба. Їли і самі плоди оливкового дерева. Крім того на основі оливкової олії виготовляли лікувальні мазі і настоянки, їм змащували втулки возів, механізми, шкіряні елементи обладунків та кінської збруї.
Важливою частиною раціону були горіхи і фрукти — різні сорти винограду, яблука, груші, дині, фініки, родзинки, інжир, дикі і «культурні» ягоди, волоські горіхи, фісташки, мигдаль, фундук. Все це використовувалося для приготування вишуканих десертів.
Ще однією важливою рисою було використання великої кількості сортів сиру (улюбленішими були анфотирос й кефалотирі) і страв з їх використанням. Зазвичай використовували козяче, овече, інколи коров'яче молоко.
З огляду на кліматичні та географічні умови з м'яса переважали козлятина, баранина, свинина, птиця. Яловичину вживали вкрай рідко. Дичину (оленів, зайців, ховрахів, бабаків, козлів, качок, куріпок) теж добували, але вона відігравала меншу роль ніж у сусідніх з Візантією держав.

## Хліб
Випікали хліб з пшеничного і ячмінного борошна. Існував хліб вищого сорту — сілігніт, який пекли тільки для багатих людей з вищих сортів пшениці. Його також використовували для причастя в храмах і давали хворим, оскільки сілігніт сприяв травленню. Менш якісного ґатунку був сеідаліт, який випікали з борошна нижчої якості. Також були середні сорти хліба, і, нарешті, грубий хліб для бідних.
У вояків і ченців був свій хліб — пексамас. Він був досить жорстким, оскільки його 2 рази пекли в печі, щоб випаровувалася уся волога. Проте такий хліб не пліснявів тривалий час.

## Страви
Візантійці дуже полюбляли різні салати, особливо з оливковою олією, волоськими горіхами, спеціями (насамперед латуком і часником), зеленню. Поширення набули також салати з фруктами, зокрема яблуками та абрикосами, до яких також додавали олію та ніжними спеціями та мигдалем. В джерелах можна зустріти приправлений буряк або особливим чином приготований горох.
На відміну від Західної Європи візантійці полюбляли юшки, насамперед з риби (обумовлено природними чинниками). Їх дуже довго і складно готували з овочами і великою кількістю спецій. Однією з найулюбленіших перших страв була насичена рибна юшка на кшталт сучасної ухи, що мала жовтий колір. До неї додавали ніжні спеції, овочі і зелень.
М'ясо тварин і субпродукти ромеї варили, смажили, парили, тушкували, солили, коптили, готували на парі. М'ясо зазвичай маринували або готували в якомусь соусі з меду або з оцтом, також приправляли часником і гірчицею. Його вживали більше в селах, ніж в містах, де перевагу надавали птиці й рибі. Свинину зазвичай готували перед Різдвом, з неї виготовляли сосиски, маринували у меду, солили сало.
Найвишуканішими вважалися страви з фазанів та пулярки (їх готували на бенкетах заможних містян, могутніх феодалів, імператора та членів його родини). Зазвичай цих птахів начиняли рибою, після чого смажили на вугіллі. Заячина вважалася делікатесом, а полювання на зайців була улюбленим спортом вищого суспільства.
Крім того, наслідуючи давньоримським звичаям візантійці їли зварені круто яйця. Улюбленою стравою набув омлет sphoungata, який готували з декількох шарів.
Робили також різні види рагу, шинку. Середземне море грало величезну роль в житті Імперії, де було багато риби (насамперед вживали кефаль, червоного люціана Lutjanus argentimaculatus, смугастого окуня, камбалу) і морепродуктів. Готували їх майже так само як й тепер — смажили, на парі, солили, коптили, сушили, в'ялили. В якості гарніру до рибних страв зазвичай подавали артишоки.
Втім кількість страв залежало від майнового стану. Найбагатшим був стіл імператора. Бідняки харчувалися переважно бобами, сочевицею, горохом і хлібом нижчого сорту.

## Десерти
Ромеї дуже полюбляли тістечка, торти, пироги, усілякі солодощі та смаколики. найпоширенішими були борошняні страви з медом, горіхами, ягодами. З солодощів були відомі тістечка з борошна і меду, які випікалися в формі кілець. Також до страв додавався кунжут. При виготовленні тортів в Візантії використовували мастику, найкраща виготовлялася на острові Хіос.
Візантійці мали особливу любов до меду. Він привозиться до Візантії з Африки та Київської Русі. на десерт також подавали свіжі фрукти.

## Напої
З алкогольних напоїв перевагу віддавали вину. Існували численні різновиди: золотисте, чорне і біле; солодке і кисле; легке і міцне. Крім винограду, вино виготовляли з яблук, груш, кизилу, гранатів. З чорних вин найбільш популярним було виноградне міцне, з білих — середньої міцності, з солодких — червоне вино з гранату. Були сорти, що нагадували оцет, щоб лише втамувати спрагу. Вино також настоювали на лаврових ягодах, кропі, петрушці та інших рослинах.
Найнижчим за якістю вином вважалося єгипетське вино «мареотік» (вироблялося в районі озера Мареотіда). Воно було дуже несмачним, дешевим. Найбільш якісним було вино з Палестини («негевське» вино, але не виготовлялося з 630-х років, після загоплення цих областей арабами), мускатне вино з Кілікії, коммандорія з Кіпру, рецина, критське вино, македонське солодке вино. З XIV ст. популярності набуло вино румні з Метони та мальвазія (обидва Пелопоннес), У церквах Аміди готували порошкоподібну вино. Після 7-річного перебування на сонці, воно ставало сухим. Розчинений у воді порошок давав рідину, що нагадувала смак вина. З алое, що привозили з Аравії, Африки, Інндії, Ланки, виготовляли амнійське вино — одне з декількох лікарських вин.
Для консервації вина використовували пахощі — алое, нард, ладан, мірру. Для міцності вина використовувалася суміш панакія (παλάθεηα), основою якої було алое. Вино переважно пили розведеним, як стародавні римляни. Їм запивали їжу, додавали в деякі страви, окремо намагалися не вживати.
Від германців та слов'ян візантійці перейняли навички приготування алкогольних напоїв з полби, вівса і проса. Але зазвичай це було характерно до сільської місцевості Балканського півострова та деяких районів Малої Азії.
З безалкогольних напоїв основу становили кисле молоко, фруктові соки і вода. З напоїв цінували також суміш яблучного соку, води і меду. Полюбляли напої з фенхелю, кмину, виноградного соку або меду. Кминний напій євкратон (εύκрατον) готувався з води, перцю, кмину, інколи з додаванням анісу, які тривалий час настоювали.

## Прянощі і соуси
Характерною рисою візантійської кухні було велика кількість спецій, що відображало традиції античності. Згодом на використання спецій та прянощів справив факт перетворення візантійських міст на торговельні центри з країнами Сходу, звідки привозили численні прянощі. Найпопулярнішою був перець. Також широкого використовували кмин, фенхель, кардамон, три види кориці (cinnamomum verum (з Індії), cinnamomum tamala (малабарське листя або тейпатт), cinnamomum aromaticum (з Китаю), а також коріандр, пекучу прянощ кост або сассурею (з імбироцвітих), асафетиду (сік цієї рослини), шафран, гвоздику.
Поширені були місцеві прянощі — часник, цибуля, латук, гірчиця, цикорій та дика м'ята. Розмарин використовувався зрідка, зазвичай для прикрашання. З гірчиці зазвичай готували суміш з перцем.
На основі виноградного соку, кориці, гвоздики, селери, грибів, перцю, оцту, меду, кропу, дикої м'яти готувалися насичені соуси. Застосовувався давньоримський соус гарум, який часто змішували з винним оцтом, в результаті чого утворювався «гострий гарум» (ὀμνγαξόλ). Також гарум змішували з вином, завдяки чому робився інший соус ηò νἰλόγαξνλ. При приготуванні соусів застосовувалися кокоси і червоний сандал (Pterocarpus santalinus).

## Вживання
Протягом дня, як правило, було три прийоми їжі. Сніданок був досить простий — каша або овочі. Обід (аристон) і вечеря (дейпнон) були більш щільними. У багатьох ромеїв він складався з трьох страв. Починали з закусок (салати, шинка), потім приносили м'ясні чи рибні страви з соусами (якщо це не піст) і вином, закінчували споживання солодощами.
Посуд використовувалася переважно керамічний. Він міг простим або ж поліхромним — в залежності від приводу і суспільного стану й статків господаря будинку. В імператора та знаті посудом служили справжні витвори мистецтва. Крім красиво розписаних блюд і мисок використовували срібні і золоті глеки і кубки з інкрустаціями і карбуванням. Були і тонкі скляні графини і келихи. Столове начиння складали ножі, ложки, двох-зубчасті виделки.
Перед початком бенкету гостей і стіл завжди обприскували пахощами. Стіл вкривали скатертиною, яка була показником успіху господаря. Багаті візантійці використовували вишиті золотом тканини. За столом сиділи на м'яких диванах або стільцях з різьбленими ніжками. Перед їжею в обов'язковому порядку мили руки. Молитва звучала не лише перед, а й часто після прийому їжі. У святкові дні прийом їжі багатіїв супроводжувався виступами музикантів, співаків, поетів.